# ربيع شهاب
ربيع شهاب  (20 يونيو 1956 -)، ممثل أردني. أطلق عليه لقب «عميد الكوميديين» لخبرته الفنية الكبيرة والقديمة في مجال الدراما الضاحكة في الأردن. من أهم أعماله في الدراما التليفزيونية: (شجرة الدر) 1979، (سوق الألغاز) 1980، (المناهل) 1987، (لقمة العيش) 1991، (تاكسي الحبايب) 2004. كرمه الملك عبدالله الثاني بوسام الاستقلال من الدرجة الثالثة تقديرا لعطائه وتألقه وجهوده المتميزة في تطوير الحركة الفنية والمسرحية.

## حياته ومشواره المهني
كان بدايته كلاعب كرة قدم في نادي شباب الحسين. وبعد ذلك ذهب إلى القاهرة لدراسة فن التصوير. وهناك بداء يتعلق بالفن والتمثيل. قام بالعديد من الأدوار البطولية والثانوية في مسلسلات ومسرحيات من إنتاج التلفزيون الأردني، كان من أبرزها مسلسل حارة أبو عواد بمشاركة الفنان نبيل المشيني، رشيدة الدجاني وحسن إبراهيم وموسى حجازين. فهو بالإضافة إلى الفن كانت معظم أعماله من تاليفه ومتابعته لاعماله في جميع النواحي ليخرج فنا جميلا لمحبيه.
ارتبط اسم الفنان ربيع شهاب بكثير من الألقاب والتي كانت تطلق عليه من جراء اختياره لكثير من الأدوار الكوميدية حيث أنه أبدع في هذا المجال، ومن الألقاب التي تطلق عليه والتي كانت في كثير من الأحيان تستخدم في حياته الشخصية عزوز وعليوة وبعض الجمل التي كان يستخدمها مثل «لا ماهو الصحيح يعني» والتي ما زالت تردد على السنة الناس بالرغم من مرور سنين عليها. كان الفنان ربيع يشتهر بالخروج عن النص في مسرحياته.
دراسته في القاهرة، جعلته قريبا من مصادر صناعة النجوم، ومنحته الفرصة للتعرف على بعض أسرار المهنة وما يدور في كواليسها.
عندما عاد إلى الأردن لم يجد صعوبة في تقديم نفسه كفنان متمكن، ليكون مسلسل «حارة أبو عواد» ممثلا للحارة الأردنية التي قدمته للشارع العربي الواسع، ويتذكر متابعو أعماله ان الفنان ربيع شهاب ظل قريبا من هموم الناس وقضاياهم الاجتماعية في الأعمال المتميزة التي قدمها وهي تمثل اليوم جزءا من الذاكرة الفنية، والأرشيف الذي لا يمكن تجاوزه عند الحديث عن أي تطور أو تجديد في المشهد الفني الأردني.
في عام 2003 تعرض لجلطة دماغية منعته من الحركة والكلام.
في مايو 2025، زار وزير الثقافة الأردني مصطفى الرواشدة الفنان ربيع شهاب، ليتمنى له الصحة والشفاء. وخلال زيارته، شدّد الوزير على تقديره لمسيرة شهاب الفنية، وأكّد حضوره في وجدان العائلة الأردنية.

## حياته الأسرية
متزوج ولديه أربعة أبناء ايهاب، وايهم، وايناس، ومحمد 

## أعماله

### في التلفزيون
- مسلسل حارة أبو عواد بدور «عواد»، 1981، 1989، 1990.[6][7]
- مسلسل شمس الأغوار، 1981
- مسلسل بير الطي، 1984
- مسلسل القرار الصعب بدور «عزوز»، 1986
- المناهل بدور «زيد»، 1987
- مسلسل المعصرة، 1988
- مسلسل لقمة العيش بدور «عليوة»، 1991
- مسلسل الغريب، 1992
- مسلسل عودة للجذور، 1994
- مسلسل عليوة والأيام، 1995
- مسلسل عائلة أبو أيمن
- مسلسل مقادير، 1998
- مسلسل الشمس بعد الغيوم، 1999
- مسلسل تكسي الحبايب
- تمثيلية المواجهة

### في المسرح
- مسرحية اللعبة بدور (منير الكوع الودادي).
- مسرحية عليوة والوحش (مسرحية للاطفال).
- مسرحية اللعبة مع هالة هادي
- مسرحية يا أنا يا هو.
- مسرحية خادم سيدين.
- مسرحيات أخرى
- مسرحية المهمة
- مسرحية عليوة مدرس خصوصي
- مسرحية علي عليوه

### دبلجة صوتية
- مسلسل فارس الفتى الشجاع، دور «مرتاح».